# Кляйн, Шани
Шани Кляйн (ивр. שני קליין‎; род. 21 октября 1984, Ход-ха-Шарон, Израиль) — израильская актриса

.

## Биография
Шани Кляйн родилась 21 октября 1984 года в городе Ход-ха-Шарон , Израиль.
Закончила Студию театральных искусств — Йорам Левенштайн, Тель-Авив, также три года училась в юношеской группе музыкального театра в Ход-ха-Шароне.
За роль в фильме «Арабы, что танцуют» (2014) её номинировали на премию «Офир» как «Лучшую актрису второго плана».

## Фильмография
| Год       |   | Русское название              | Оригинальное название | Роль                |
| --------- | - | ----------------------------- | --------------------- | ------------------- |
| 2014      | ф | «Нулевая мотивация»           | ивр. אפס ביחסי אנוש‎   | Рама                |
| 2008—2014 | с | «Рамзор»                      | ивр. רמזור‎            | Учительница Керен   |
| 2014      | ф | «Заимствованная идентичность» | ивр. ‎                 | Нянька              |
| 2014—2014 | с | «Русалки»                     | ивр. ‎                 | Хагит               |
| 2014      | ф | «Арабы, что танцуют»          | ивр. ערבים רוקדים‎     |                     |
| 2015      | ф | «Что тебя не убивает»         | ивр. ‎                 | Работница аэропорта |